# Bassussarry
Bassussarry är en kommun i departementet Pyrénées-Atlantiques i regionen Nouvelle-Aquitaine i sydvästra Frankrike. Kommunen ligger i kantonen Ustaritz som tillhör arrondissementet Bayonne. År 2022 hade Bassussarry 3 317 invånare.

## Befolkningsutveckling
Antalet invånare i kommunen Bassussarry
| Referens: INSEE |